# Пехштейн, Макс
Макс Пехштейн (нем. Max Pechstein; 31 декабря 1881 года, Цвиккау — 29 июня 1955, Берлин) — немецкий художник, один из лидеров немецкого экспрессионизма.

## Биография и творчество
- 1896—1900: обучение рисованию у частного учителя в Цвиккау
- 1900—1906: обучение живописи в Дрездене, сперва в художественной школе (до 1902), а затем в Академии изобразительных искусств

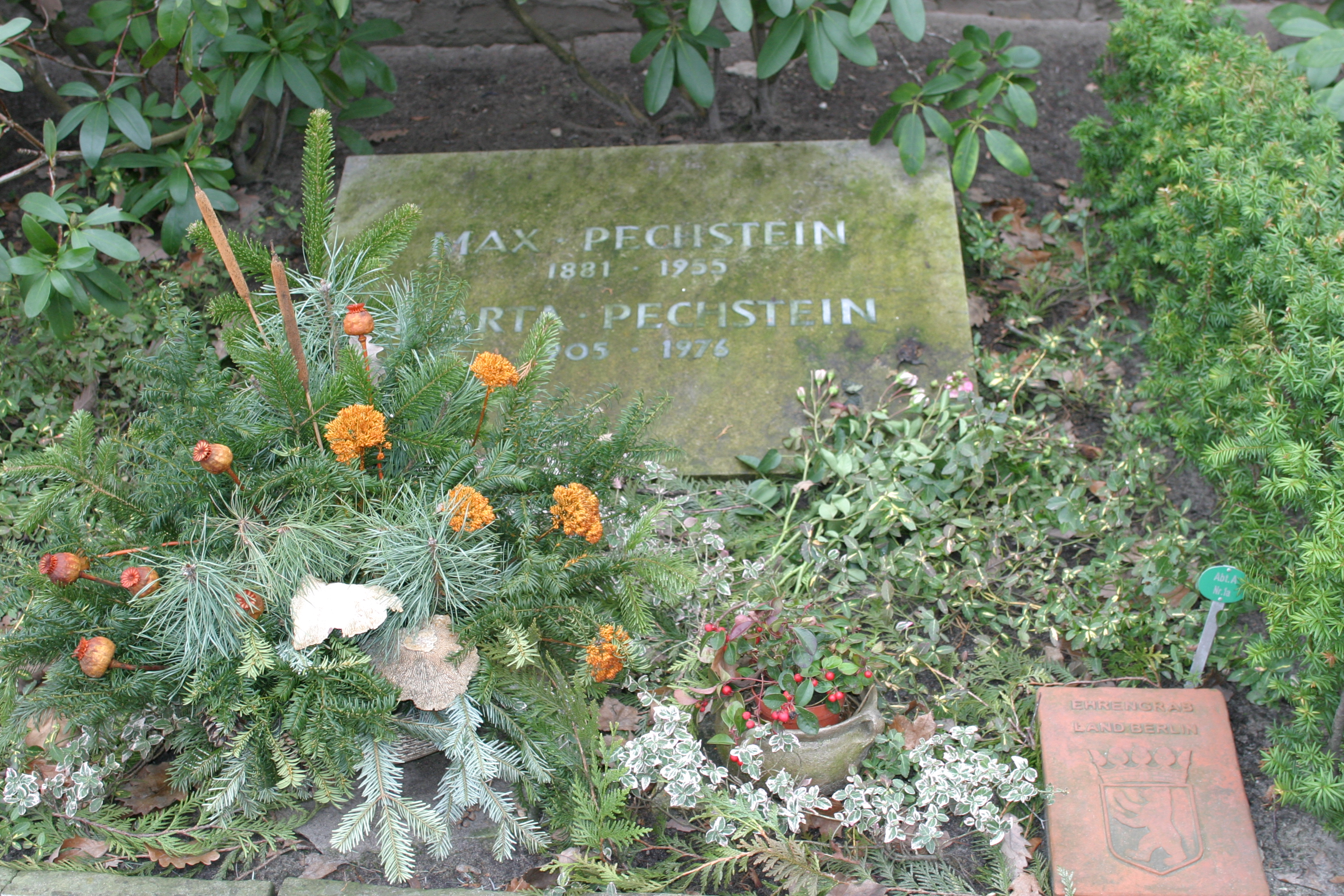
Могила Пехштейна на Шмаргендорфском кладбище в Берлине

- 1906: становится членом художественной группы «Мост» («Brücke»), присуждение Пехштейну Саксонской государственной премии
- 1907: поездка с художником Э. Л. Кирхнером в Гоппельн, где много рисует
- 1908: переезд в Берлин, членство в Берлинском сецессионе
- 1910: вместе с Э. Хеккелем и Э. Л. Кирхнером основывает на Морицбургских прудах группу «Новый Сецессион» («Neue Sezession»), в которой становится председателем
- 1911: основывает совместно с Кирхнером МУИМ-Институт («Современное преподавание в живописи»)
- 1912: выходит из группы «Мост» в связи с участием в выставке берлинского «Сецессиона»
- 1914: путешествие, в подражание Гогену, на острова Палау (Микронезия)
- 1915—1916: принимает участие в боевых действиях на Западном фронте
- 1918: один из основателей «Рабочего совета для искусства» и «Ноябрьской группы»
- 1922: член Прусской Академии искусства
- 1933: после прихода нацистов к власти — запрет для Пехштейна рисовать и выставляться
- 1937: работы М. Пехштейна объявлены «дегенеративным искусством»; 326 его картин изъяты из немецких музеев
- 1944: в результате бомбардировок разрушено жильё Пехштейна, и значительная часть его произведений погибла
- С 1945: профессор в Высшей Школе изобразительного искусства в Берлине